# Wilhelm Sandels
Carl Wilhelm Sandels, född 1 oktober 1818 i Stockholm, död där 29 december 1896 i Hedvig Eleonora församling, Stockholms stad, var en svensk militär och hovman.

## Biografi
Wilhelm Sandels var son till fältmarskalken och riksståthållaren i Norge greve Johan August Sandels och Ulrica Hermelin. Han blev kadett vid Krigsakademien på Karlberg 1831, utexaminerades därifrån 1835 och blev samma år underlöjtnant vid Livregementets dragonkår. Sandels deltog under franska arméns expedition i Afrika 1841–1842, blev ordonnansofficer hos Karl XIV Johan 1842, tilldelades 1843 Hederslegionen och samma år guldmedalj för tapperhet i fält. Han blev löjtnant 1844, understallmästare hos Oskar I 1846, stallmästare hos kungen 1848 och stallmästare hos kronprins Karl 1849. Sandels blev ryttmästare 1856, hovmarskalk hos Karl XV 1858, hovstallmästare samma år, förste hovmarskalk och förste hovstallmästare 1859, sekundmajor 1863, överstelöjtnant och premiärmajor senare samma år. Han blev tjänstfri vid hovet 1869 i samband med att han utnämndes till överste och sekundchef för Livdregementets dragonkår, en tjänst han hade till 1881 då han tog avsked ur militärtjänsten.
Wilhelm Sandels blev 1859 riddare och 1878 kommendör av första klass av Svärdsorden, 1860 kommendör (av första klass) och 1869 kommendör med stort kors av Nordstjärneorden, 1856 kommendör och 1859 kommendör med stort kors av Dannebrogorden, 1858 kommendör av Sankt Olavs orden, 1858 kommendör av Adolf av Nassaus civil- och militärförtjänstorden, 1863 erhöll han storkors av Sankt Mauritius- och Lazarusorden, 1865 blev han riddare av första klass av Sankt Annas orden och 1869 tilldelades han Meschidie-orden av andra klass.